# Nicole Pani
Nicole Pani z domu Montandon (ur. 30 października 1948 w Suresnes) – francuska lekkoatletka, sprinterka.
Zdobyła srebrne medal w biegu na 200 metrów i sztafecie 4 × 100 metrów na europejskich igrzyskach juniorów w 1966 w Odessie. Odpadła w półfinale biegu na 100 metrów i zajęła 8. miejsce w sztafecie 4 × 100 metrów na mistrzostwach Europy w 1966 w Budapeszcie.
Zajęła 5. miejsce w finale biegu na 200 metrów i 8. miejsce w finale sztafety 4 × 100 metrów na igrzyskach olimpijskich w 1968 w Meksyku. Na mistrzostwach Europy w 1969 w Atenach zajęła 4. miejsce w sztafecie 4 × 100 metrów, a na mistrzostwach Europy w 1971 w Helsinkach 7. miejsce w tej konkurencji.
Zdobyła srebrne medale w biegu na 100 metrów oraz w sztafecie 4 × 100 metrów (w składzie: Pani, Odette Ducas, Michèle Beugnet oraz Colette Besson) na igrzyskach śródziemnomorskich w 1971 w Izmirze.
Zdobyła srebrny medal w sztafecie 4 × 1 okrążenie na halowych mistrzostwach Europy w 1972 w Grenoble (sztafeta francuska biegła w składzie: Beugnet, Christiane Marlet, Claudine Meire i Pani). Na mistrzostwach Europy w 1974 w Rzymie zajęła 5. miejsce w sztafecie 4 × 100 metrów, a na  igrzyskach śródziemnomorskich w 1975 w Algierze zdobyła złoty medal w tej konkurencji (sztafeta francuska biegła w składzie: Annie Alizé, Nadine Goletto, Catherine Delachan i Pani).
Była mistrzynią Francji w biegu na 200 metrów w 1968, wicemistrzynią w biegu na 100 metrów w 1966 i 1968 oraz w biegu na 200 metrów w 1967 i 1973, a także brązową medalistką w biegu na 200 metrów w 1971 i 1974.
Trzykrotnie poprawiała rekord Francji w biegu na 200 metrów do czasu 23,0 (18 października 1968 w Meksyku). Dziesięciokrotnie poprawiała lub wyrównywała rekord Francji w sztafecie 4 × 100 metrów do czasu 44,2 s (7 lipca 1973 w Colombes).
Jej mąż Jack Pani był znanym lekkoatletą, skoczkiem w dal.